# RundfunkWiki
Das RundfunkWiki war eine deutschsprachige fachspezifische Online-Enzyklopädie zum Themenbereich Hörfunk. Sie wurde im Oktober 2005 von Kai Münz ins Leben gerufen und verwendete mit MediaWiki dasselbe Content-Management-System wie Wikipedia. Anstelle der Wikipedia-„Weltkugel“ prägte die Frequenzskala eines historischen Rundfunkempfängers das Aussehen der Seiten. Das Projekt wurde am 12. Oktober 2010 eingestellt.

## Inhalt und Profil
Das nicht kommerziell betriebene und werbefreie RundfunkWiki konnte sowohl unter rundfunkwiki.de als auch unter radiowiki.de aufgerufen werden. Es bot Informationen zu den Themen Hörfunk, Technik, Geschichte des Hörfunks, Hörfunksender, die journalistische Arbeit und zu sonstigen rundfunkrelevanten Begriffen. Die Informationen standen für jedermann zur Verfügung, Editieren und Neuanlage von Artikeln setzten eine Anmeldung mit gültiger E-Mail-Adresse voraus. Importierte Wikipedia-Artikel wurden mit einer Lizenzvorlage gekennzeichnet und nach dem Import oftmals weiterbearbeitet und ausgebaut. Für neu angelegte Artikel gab es keine verbindlichen Relevanzkriterien, so wurden z. B. auch reine Internetsender berücksichtigt.
Ende August 2010 hatte das Wiki 3.246 Artikel in 19 Hauptkategorien und 347 angemeldete Benutzer, darunter die Moderatoren Tondose, Sdr3 und SQUelcher. Es gab nur wenige Bearbeitungsregeln für mitarbeitende Autoren, als Bearbeitungshilfe wurde auf Wikipedia verwiesen. Bis zuletzt wurde über Grundsätzliches diskutiert wie z. B. die Behandlung von Webradios oder sinnvolle Weiterleitungen.

## Einstellung des Projekts
Beide Domains sind offline. Die Einstellung der Enzyklopädie hat der Betreiber Kai Münz mit kostenpflichtigen Abmahnungen, Anfeindungen und Zeitmangel begründet. Münz bot an, die Datenbank für eine Fortführung des Projekts zur Verfügung zu stellen, die Hauptdomain war zu diesem Zweck bis mindestens 2015 online. Ein Neustart erfolgte jedoch nicht.

## Weblink
- rundfunkwiki.de (Memento vom 29. August 2010 im Internet Archive) (Hauptseite)